# Anja Rupel
Anja Rupel (19. ožujka 1966.),  slovenska je pop pjevačica, kantautorica, radio voditeljica i novinarka.

## Glazbena karijera
Glazbom se bavi od djetinjstva. Godine 1982. postala je pjevačicom u synthpop sastavu Videosex, s kojom se proslavila diljem bivše Jugoslavije. Nakon raspada sastava 1992. godine, kao pjevačica surađivala je sa sastavom Laibach.

## Zanimljivosti
- Udata je za pjevača Aleša Klinara, s kojim ima kćerku Lunu (rođenu 2002).
- Njen stric je poznati slovenski političar i diplomat Dimitrij Rupel..

## Diskografija

### S "Videosexom"
- Videosex '84 (1984.),
- Lacrimae Christi (1985.),
- Svet je zopet mlad (mini LP, 1987.),
- Arhiv (compilation) (1997.),
- Ljubi in sovraži (1992.).

### Solo
- Odpri oči (1994.),
- Življenje je kot igra (1996.),
- Moje sanje,
- Ne ustavi me nihče,
- Kolekcija (2002.),
- Vse (2004.).

## Vanjske poveznice
- Videosex - tekstovi pjesama
- Anja Rupel - tekstovi pjesama